# Моруц (Бістріца-Несеуд)
Моруц (рум. Moruț) — село у повіті Бистриця-Несеуд в Румунії. Входить до складу комуни Матей.
Село розташоване на відстані 314 км на північний захід від Бухареста, 25 км на південний захід від Бистриці, 55 км на схід від Клуж-Напоки.

## Населення
За даними перепису населення 2002 року у селі проживали 259 осіб.
Національний склад населення села:
| Національність | Кількість осіб | Відсоток |
| -------------- | -------------- | -------- |
| румуни         | 147            | 56,8%    |
| цигани         | 57             | 22,0%    |
| німці          | 30             | 11,6%    |
| угорці         | 25             | 9,7%     |

Рідною мовою назвали:
| Мова      | Кількість осіб | Відсоток |
| --------- | -------------- | -------- |
| румунська | 147            | 56,8%    |
| циганська | 57             | 22,0%    |
| німецька  | 30             | 11,6%    |
| угорська  | 25             | 9,7%     |